# Hunga Tonga-Hunga Haʻapai
Hunga Tonga-Hunga Haʻapai è un vulcano sottomarino delle Tonga che fa parte della zona di subduzione delle Kermadec-Tonga, un'area geologicamente molto attiva che si estende dalla Nuova Zelanda fino a nord-ovest delle Figi, nell'Oceano Pacifico, dovuta alla subduzione della placca pacifica sotto alla placca indo-australiana.
Le isole omonime Hunga Tonga e Hunga Haʻapai erano originariamente due isole separate, che si sono unite in un'unica isola Hunga Tonga-Hunga Haʻapai a seguito dell'eruzione del vulcano nel 2014-2015. Con l'eruzione dell'Hunga Tonga del 2022 l'isola, che arrivava fino a 114 m sul livello del mare, è scomparsa, e sono rimasti solamente dei resti delle due vecchie isole, nuovamente separate. Amministrativamente le isole appartengono alla divisione Haʻapai.

## Geografia e geologia
Il vulcano Hunga Tonga si trova quasi completamente sott'acqua, ad eccezione di due piccole isole vulcaniche, Hunga Tonga, a nord-est, e Hunga Haʻapai, a sud ovest, che, a loro volta, sono i resti di una caldera collassata. Prima dell'eruzione del 2015, le due isole subaeree erano distanti circa 1,6 km e ciascuna era lunga circa 2 km. Raggiungevano una altezza massima di (rispettivamente) 149 e 128 m.
La base del vulcano sul fondo del mare ha un diametro di circa 20 km, salendo di circa 2.000 m verso la superficie del mare. Prima dell'eruzione del 2022, la caldera del vulcano era a circa 150 m sotto il livello del mare e aveva dimensioni di 4 km x 2 km.

## Storia
Il vulcano ha, probabilmente, avuto una precedente grande eruzione esplosiva alla fine dell'XI o all'inizio del XII secolo (forse nel 1108). Diverse eruzioni storiche note si sono verificate nel 1912, 1937, 1988, 2009, 2014-15 e 2021-22.
I primi europei a vedere le due isole furono gli esploratori olandesi Willem Schouten e Jacob Le Maire nel 1616. L'esploratore britannico James Cook le visitò nel 1777. Secondo gli esploratori, in quel periodo l'isola di Hunga Tonga era disabitata, mentre c'erano 5 abitanti sull'isola Hunga Haʻapai.

### Eruzione del 2009
Il 16 marzo 2009 è iniziata un'eruzione del vulcano sottomarino vicino a Hunga Tonga e Hunga Haʻapai. Vapore, fumo, pomice e cenere hanno raggiunto migliaia di metri. Il 21 marzo il capo geologo di Tonga, Kelepi Mafi, ha affermato che la lava e la cenere fuoriuscivano da due punti: uno sull'isola disabitata Hunga Haʻapai e l'altra a circa 100 m al largo. L'eruzione aveva colmato il divario tra le due bocche, creando una nuova superficie terrestre che misurava centinaia di metri quadrati.
L'eruzione ha devastato Hunga Haʻapai, coprendola di cenere nera e privandola di vegetazione e fauna.

### Eruzione del 2014
Nel novembre del 2014 una nuova eruzione, che si è protratta fino al 28 gennaio successivo, ha portato il cono vulcanico a congiungere le due isole formando un unico territorio.
Inizialmente si pensava che l'isola non avrebbe mantenuto quella conformazione per lungo tempo e che l'attività erosiva dell'oceano l'avrebbe riportata ad una situazione simile alla precedente. A distanza di 6 anni, nel 2021, l'isola era ancora visibile (al netto di una minima erosione dell'arco meridionale del cono vulcanico) ed una nuova eruzione al 24 dicembre dello stesso, sembrò "rinforzare" la conformazione dell'isola.

### Eruzione del 2022
Il 15 gennaio 2022 il vulcano sottomarino ha eruttato provocando una forte esplosione con colonne di gas, fumo e cenere fuoriuscite dal cratere sottomarino che, si suppone, abbiano raggiunto i 20 km di altezza. Il servizio geologico di Tonga ha affermato che l'eruzione è durata 8 minuti ed è stata così violenta da essere stata udita nelle Figi, a più di 700 km di distanza. L'esplosione ha provocato uno tsunami che ha raggiunto, con un'onda di 1,2 metri, anche l'isola di Amami Ōshima nel sud del Giappone e le coste del continente americano.

A seguito di tale evento l'isola è scomparsa: del suo territorio restano solo due piccole porzioni, che sono i resti delle isole Hunga Tonga e Hunga Ha'apai (di molto inferiori alle dimensioni delle stesse esistenti fino al 2014). Si presume che l'isola di Hunga Tonga (quella a nord-est delle due), già ridotta di circa il 90%, scomparirà completamente nel giro di pochi anni, a meno di nuove eruzioni, a causa dell'azione erosiva oceanica.

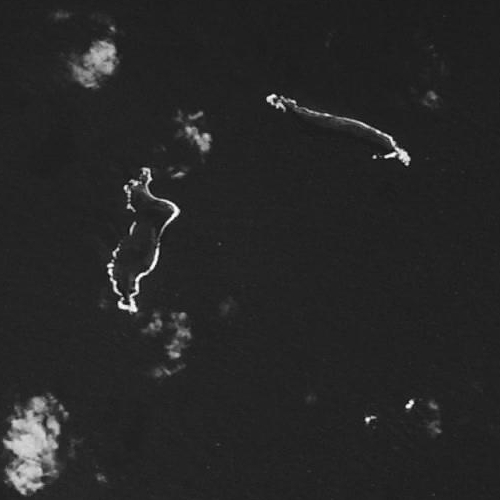
Le isole Hunga Tonga e Hunga Haʻapai nel 1978.
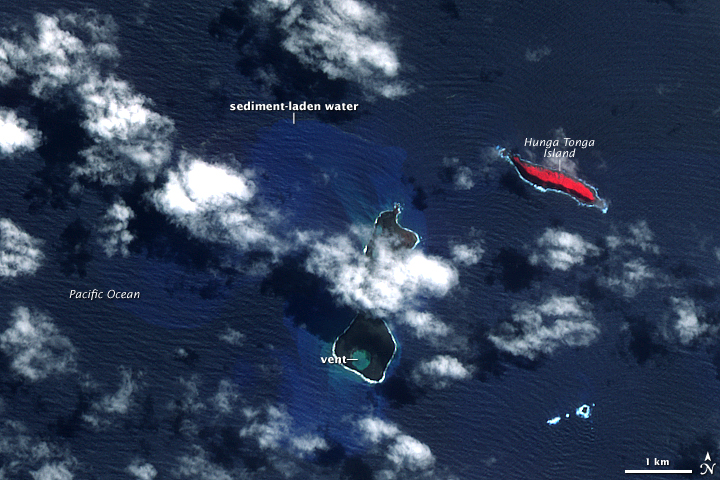
Le isole Hunga Tonga e Hunga Haʻapai. Foto satellitare del 25 marzo 2009.
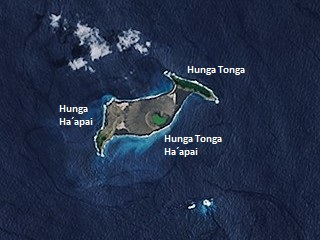
L'isola Hunga Tonga-Hunga Haʻapai nel 2017.
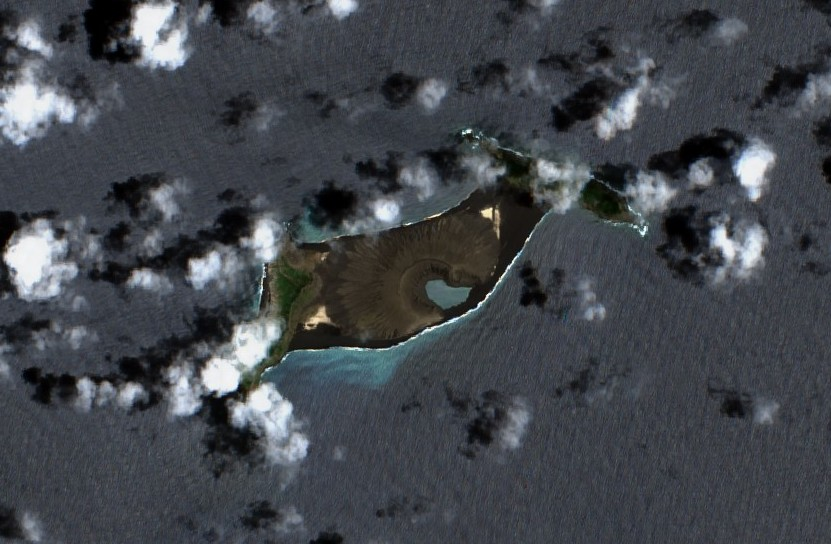
L'isola Hunga-Tonga Hunga Haʻapai il 20 dicembre 2021.
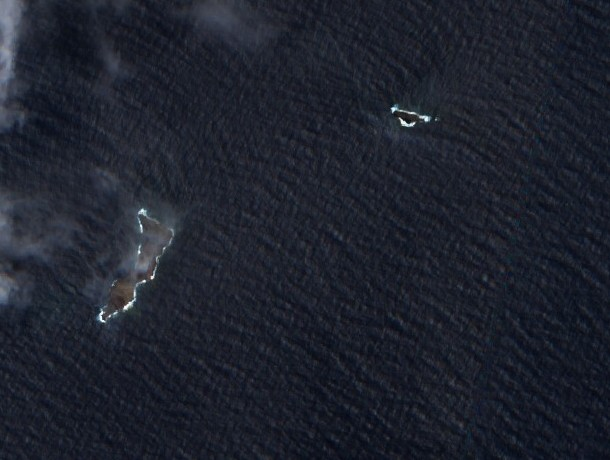
Ciò che rimane dell'isola, al 21 Febbraio 2022, dopo la potente esplosione del Gennaio precedente.